# Szabadalmi troll
Szabadalmi troll (angolul: patent troll vagy kevésbé pejoratív Patent Assertion Entity röviden PAE) egy cég vagy személy, amely szabadalmi pereskedéssel foglalkozik és licencdíjakat szed be, de nem gyárt termékeket és nem nyújt szolgáltatásokat sem. Általában nem számítanak szabadalmi trollnak olyan kifejezetten kutató célú intézmények mint az egyetemi laboratóriumok és fejlesztőcégek, amelyek előre ajánlják szabadalmaikat a gyártóknak.

## A kifejezés eredete
A szabadalmi troll kifejezést elsőként Peter Detkin, az Intel tanácsadója említette az 1990-es évek végén.

## Jogi esetek
Az Amerikai Egyesült Államokban 2012-ben több, mint 5000 szabadalmi per indult, ez az előző évihez képest 30% növekedést jelent.
A problémát az Obama adminisztráció is felismerte és 2013-ban új szabályozásokat vezetett be a szabadalmi trollok visszaszorítására.